# Марціс Ошс
Марціс Ошс (латис. Mārcis Ošs, нар. 25 липня 1991, Лімбазький край) — латвійський футболіст, захисник клубу РФШ і національної збірної Латвії.

## Клубна кар'єра
У дорослому футболі дебютував 2011 року виступами за команду «Єлгава», в якій провів чотири сезони, взявши участь у 118 матчах чемпіонату.  Більшість часу, проведеного у складі «Єлгави», був основним гравцем захисту команди.
2016 року пограв у Польщі за «Гурник» (Забже), після чого грав на батьківщині за «Єлгаву» та «Спартакс» (Юрмала).
Протягом 2018–2022 років грав у Швейцарії на правах оренди за «Ксамакс», «Лугано» та «Лозанна Уші».
2022 року повернувся до юрмальського «Спартакса», а за рік перейшов до РФШ.

## Виступи за збірну
2016 року дебютував в офіційних матчах у складі національної збірної Латвії.
| Дата       | Місто               | Господарі          | Результат | Гості      | Турнір                               | Голи | Примітки  |
| ---------- | ------------------- | ------------------ | --------- | ---------- | ------------------------------------ | ---- | --------- |
| 28-3-2017  | Тбілісі             | Грузія             | 5 – 0     | Латвія     | товариський матч                     | -    | 46'       |
| 13-11-2017 | Косовська Митровиця | Косово             | 4 – 3     | Латвія     | товариський матч                     | -    | 80'       |
| 3-2-2018   | Анталія             | Південна Корея     | 1 – 0     | Латвія     | товариський матч                     | -    |           |
| 21-3-2019  | Скоп'є              | Північна Македонія | 3 – 1     | Латвія     | Відбір до ЧЄ 2020                    | -    |           |
| 24-3-2019  | Варшава             | Польща             | 2 – 0     | Латвія     | Відбір до ЧЄ 2020                    | -    |           |
| 7-6-2019   | Рига                | Латвія             | 0 – 3     | Ізраїль    | Відбір до ЧЄ 2020                    | -    |           |
| 10-6-2019  | Рига                | Латвія             | 0 – 5     | Словенія   | Відбір до ЧЄ 2020                    | -    |           |
| 10-10-2019 | Рига                | Латвія             | 0 – 3     | Польща     | Відбір до ЧЄ 2020                    | -    |           |
| 15-10-2019 | Беер-Шева           | Ізраїль            | 3 – 1     | Латвія     | Відбір до ЧЄ 2020                    | -    | 19'       |
| 16-11-2019 | Любляна             | Словенія           | 1 – 0     | Латвія     | Відбір до ЧЄ 2020                    | -    | 58'       |
| 19-11-2019 | Рига                | Латвія             | 1 – 0     | Австрія    | Відбір до ЧЄ 2020                    | 1    |           |
| 7-10-2020  | Подгориця           | Чорногорія         | 1 – 1     | Латвія     | товариський матч                     | -    | кап. 46'  |
| 10-10-2020 | Торсгавн            | Фарерські острови  | 1 – 1     | Латвія     | Ліга націй УЄФА 2020-2021 - 1-й етап | -    | 88'       |
| 13-10-2020 | Рига                | Латвія             | 0 – 1     | Мальта     | Ліга націй УЄФА 2020-2021 - 1-й етап | -    |           |
| 11-11-2020 | Серравалле          | Сан-Марино         | 0 – 3     | Латвія     | товариський матч                     | -    | кап. 67'  |
| 24-3-2021  | Белфаст             | Латвія             | 1 – 2     | Чорногорія | Відбір до ЧС 2022                    | -    |           |
| 30-3-2021  | Стамбул             | Туреччина          | 3 – 3     | Латвія     | Відбір до ЧС 2022                    | -    |           |
| 4-6-2021   | Рига                | Латвія             | 3 – 1     | Литва      | Кубок Балтії                         | -    |           |
| 7-6-2021   | Дюссельдорф         | Німеччина          | 7 – 1     | Латвія     | товариський матч                     | -    | 35' 46'   |
| 10-6-2021  | Таллінн             | Естонія            | 2 – 1     | Латвія     | Кубок Балтії                         | -    | 18'       |
| 22-3-2023  | Дублін              | Ірландія           | 3 – 2     | Латвія     | товариський матч                     | -    | 46'       |
| 28-3-2023  | Кардіфф             | Уельс              | 1 – 0     | Латвія     | Відбір до ЧЄ 2024                    | -    |           |
| 16-6-2023  | Рига                | Латвія             | 2 – 3     | Туреччина  | Відбір до ЧЄ 2024                    | -    | 34'       |
| 19-6-2023  | Єреван              | Вірменія           | 2 – 1     | Латвія     | Відбір до ЧЄ 2024                    | -    | 69'       |
| 12-10-2023 | Рига                | Латвія             | 2 – 0     | Вірменія   | Відбір до ЧЄ 2024                    | -    | 31', 52'  |
| 21-11-2023 | Варшава             | Польща             | 2 – 0     | Латвія     | товариський матч                     | -    | 89' 90+4' |
| Усього     |                     | Матчів             | 26        |            | Голів                                | 1    |           |

## Титули і досягнення
- Чемпіон Латвії (2):

РФШ: 2023, 2024
- Володар Кубка Латвії (3):

«Єлгава»: 2013-14, 2014-15
РФШ: 2024